# خاویر باردم
خاویر آنْخِل اِنْسیناس باردِم (اسپانیایی: Javier Ángel Encinas Bardem‎؛ زادهٔ ۱ مارس ۱۹۶۹) بازیگر اسپانیایی است. او پسر بازیگر پیلار باردم است و نخستین بار با فیلم‌های اسپانیایی مانند خامون خامون (۱۹۹۲)، جسم زنده (۱۹۹۷)، دوشنبه‌ها در آفتاب (۲۰۰۲) و دریای درون (۲۰۰۴) شناخته شد. او برای بازی در نقش رینالدو آرناس در فیلم پیش از آغاز شب (۲۰۰۰)، جنایتکار مبتلا به سرطان در بیوتیفول (۲۰۱۰) و دزی آرناز در ریکاردو بودن (۲۰۲۱) نامزد جایزه اسکار بهترین بازیگر مرد شد. اجرای باردم در نقش آدم‌کش آنتون چیگور در فیلم وسترن برادران کوئن، یعنی جایی برای پیرمردها نیست (۲۰۰۷) برای او جایزه اسکار بهترین بازیگر نقش مکمل مرد را به ارمغان آورد.
باردم همچنین در درام رمانتیک ویکی کریستینا بارسلونا (۲۰۰۸)، فیلم جاسوسی اسکای‌فال (۲۰۱۲)، درام به سوی شگفتی (۲۰۱۳)، فیلم ترسناک مادر! (۲۰۱۷)، درام معمایی همه می‌دانند (۲۰۱۸) و فیلم‌های علمی تخیلی تلماسه (۲۰۲۱) و تلماسه: بخش دو (۲۰۲۴) با کارگردان‌های مطرحی کار کرد.
باردم در سال ۲۰۱۰ با بازیگر پنه‌لوپه کروز ازدواج کرد و با او دو فرزند دارد. در ژانویه ۲۰۱۸، باردم سفیر صلح سبز برای حفاظت از جنوبگان شد.

## سال‌های آغازین
خاویر در جزایر قناری زاده شد. مادر وی پیلار باردم، یک بازیگر و پدرش خوزه کارلوس انسیناس یک تاجر بود. والدین باردم اندکی پس از تولد وی از یکدیگر جدا شدند. مادرش وی را به تنهایی بزرگ کرد. باردم از نسل یک خانوادهٔ سینمایی است. پدربزرگش رافائل باردم و مادربزرگش متیلده مونیوس سامپدرو هر دو از پیشروان سینمای اسپانیا بودند. برادر و خواهر وی، کارلوس و مونیکا، نیز بازیگر هستند. باردم توسط مادربزرگش طبق تعلیمات کاتولیکی پرورش یافت. خانوادهٔ او همچنین دستی هم در سیاست داشته‌اند؛ دایی او، خوان آنتونیو، به خاطر فیلم‌های ضد فاشیستی توسط ژنرال فرانکو به زندان افکنده شد.
وی در کودکی در محیطی هنری پرورش یافت و اغلب در تئاترها یا صحنه‌های فیلمبرداری به سر می‌برد. علی‌رغم پیش‌زمینهٔ خانوادگی غنی اش، باردم گمان نمی‌برد که بخواهد در این پیشهٔ خانوادگی، یعنی سینما، کار کند. در واقع علاقهٔ نخستین او نقاشی بود. او به مدت ۴ سال برای تحصیل نقاشی در مادرید زندگی کرد. برای تأمین مخارج تحصیل در رشتهٔ نقاشی شروع به بازی در نقشهای کوتاه کرد اما پس از مدتی به این دلیل که خود را نقاش خوبی نمی‌دانست رشتهٔ نقاشی را رها کرد و به بازی در نقشهای کوتاه ادامه داد. وی اعتراف کرده که در طول دوران سرگردانی‌اش برای یک روز به عنوان رقاص استریپ‌تیز نیز کار کرده است.

## زندگی حرفه‌ای

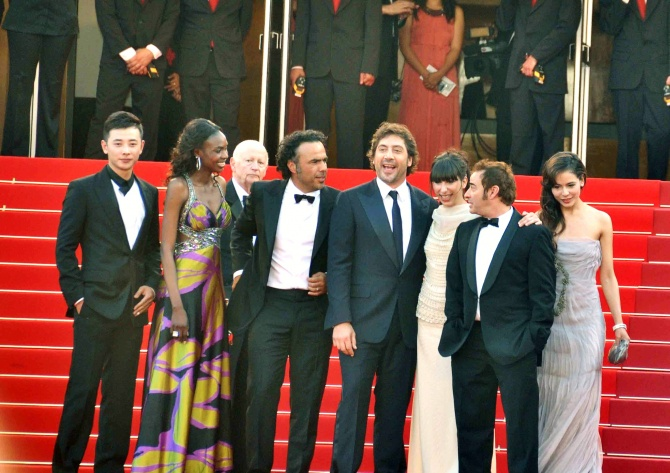
عوامل فیلم بیوتیفول(زیبا) در جشنواره فیلم کن، ۲۰۱۰.

باردم در سن ۲۰ سالگی اولین نقش بزرگ خود را در سال‌های لولو به دست آورد که در آن با مادرش پیلار باردم همبازی بود. بیگاس لونا کارگردان فیلم سالهای لولو، اینقدر تحت تأثیر کار او قرار گرفت که نقش رائول در فیلم خامون خامون را به او واگذار کرد. باردم در سال ۱۹۹۲ با نقشش در «خامون خامون» به شهرت رسید. او در این فیلم نقش یک مدل لباس زیر که گاوباز هم هست را به عهده داشت و در همین فیلم بود که برای بار اول با همسر آینده‌اش پنلوپه کروز ملاقات کرد و همبازی شد. کروز در آن زمان دختر نوجوانی بیش نبود. فیلم به موفقیت جهانی دست پیدا کرد و بعد از آن باردم بار دیگر در سال ۱۹۹۳ با لونا همکاری کرد و در فیلم «توپهای طلایی» به ایفای نقش پرداخت.
در آن زمان نیز باردم در حال به‌دست آوردن جایگاهی در کشورهای انگلیسی زبان بود. در سال ۱۹۹۷، زمانی که او ۲۷ ساله بود، جان مالکوویچ برای یک نقش به زبان انگلیسی به سراغ وی رفت که باردم به دلیل ضعف زبان انگلیسی‌اش آن را رد کرد. در همان سال وی اولین نقش انگلیسی زبانش را در فیلمی از الکس دل‌ایگلسیا با نام "Perdita Durango" که در آمریکا با نام "رقص با شیطان" پخش شد به عهده گرفت که در آن نقش یک دزد بانک را داشت. پس از درخشش در چندین فیلم اسپانیایی زبان، در سال ۲۰۰۰ باردم با فیلم پیش از آنکه شب برسد برای خود اعتبار جهانی کسب کرد. او در این فیلم نقش شاعر کوبایی رینالدو آرناس را بر عهده داشت. وی برای این فیلم نامزد جایزهٔ اسکار و گلدن گلوب شد.
در سال ۲۰۰۴ باردم جایزهٔ بهترین بازیگر مرد را از جشنواره فیلم ونیز برای فیلم دریای درون دریافت کرد.
در سال ۲۰۰۶ او در کنار ناتالی پورتمن در فیلم ارواح گویا درخشید. سپس در سال ۲۰۰۷ در دو فیلم جایی برای پیرمردها نیست و عشق در سالهای وبا بازی کرد که برای اولی برندهٔ جایزهٔ اسکار، گلدن گلوب و بفتا برای بهترین بازیگر نقش مکمل مرد شد.
فرانسیس فورد کاپولا او را وارث بر حق بازیگرانی چون آل پاچینو، جک نیکلسون، پل نیومن و رابرت دنیرو نامید.
در سال ۲۰۰۸ وی با پنه لوپه کروز و اسکارلت جوهانسون در فیلم ویکی کریستینا بارسلونا بازی کرد که توسط وودی آلن کارگردانی شده بود. در سال ۲۰۱۰ وی جایزهٔ بهترین بازیگر مرد را برای فیلم بیوتیفول از جشنوارهٔ کن دریافت کرد. او برای "بیوتیفول" نامزدی بهترین بازیگر نقش اول مرد را از آکادمی اسکار دریافت کرد و اولین بازیگر اسپانیایی تاریخ شد که توانسته نامزد بهترین بازیگر نقش اول مرد شود. او همچنین پنجمین جایزهٔ "گویاً ی خود را برای "بیوتیفول" دریافت کرد و آن را به همسرش پنه لوپه کروز و پسرش "لئو" تقدیم کرد.
در همین زمان نقشِ رونالد دیشین "اسلحه به دست" در اقتباس ران هاوارد از مجموعه رمانهای "برجهای تاریک" استیفن کینگ به او پیشنهاد شد. اگر او این قرارداد را امضا می‌کرد باید در سریال تلویزیونیِ این مجموعه همین نقش را به عهده می‌گرفت. سپس نقشِ رائول سیلوا در فیلم جدید جیمز باند "آسمان فرو می‌ریزد" به او پیشنهاد شد. از آنجایی که کمپانی یونیورسال ریسک ساخت فیلم و مجموعه از روی سری رمان ۷ تایی استیفن کینگ را نپذیرفت، بعد از چند ماه باردم در مصاحبه‌ای با کریستین امان پور رسماً اعلام کرد که نقش رائول سیلوا در فیلم جیمز باند را می‌پذیرد.
در هشتم نوامبر سال ۲۰۱۲، باردم دو هزار و چهارصد و هشتاد و چهارمین ستارهٔ پیاده‌رو شهرت هالیوود را به خود اختصاص داد. ستارهٔ او درست در مقابل سالنِ "ال کاپیتان" (El Capitan Theatre) قرار دارد.
در فیلم " پسرانِ ابرها: آخرین کلونی" او رنج و درد مردمان ساکن صحرای آفریقا در کمپهای فراریان به تصویر کشید. وی رسماً از سازمان ملل متحد به خاطر اینکه برای این مردم کاری نمی‌کند گله کرد.
در سال ۲۰۱۶ مشخص شد که باردم نقش منفی فیلم دزدان دریایی کارائیب: مردگان حکایت نمی‌کنند را بر عهده گرفته است.

## زندگی شخصی

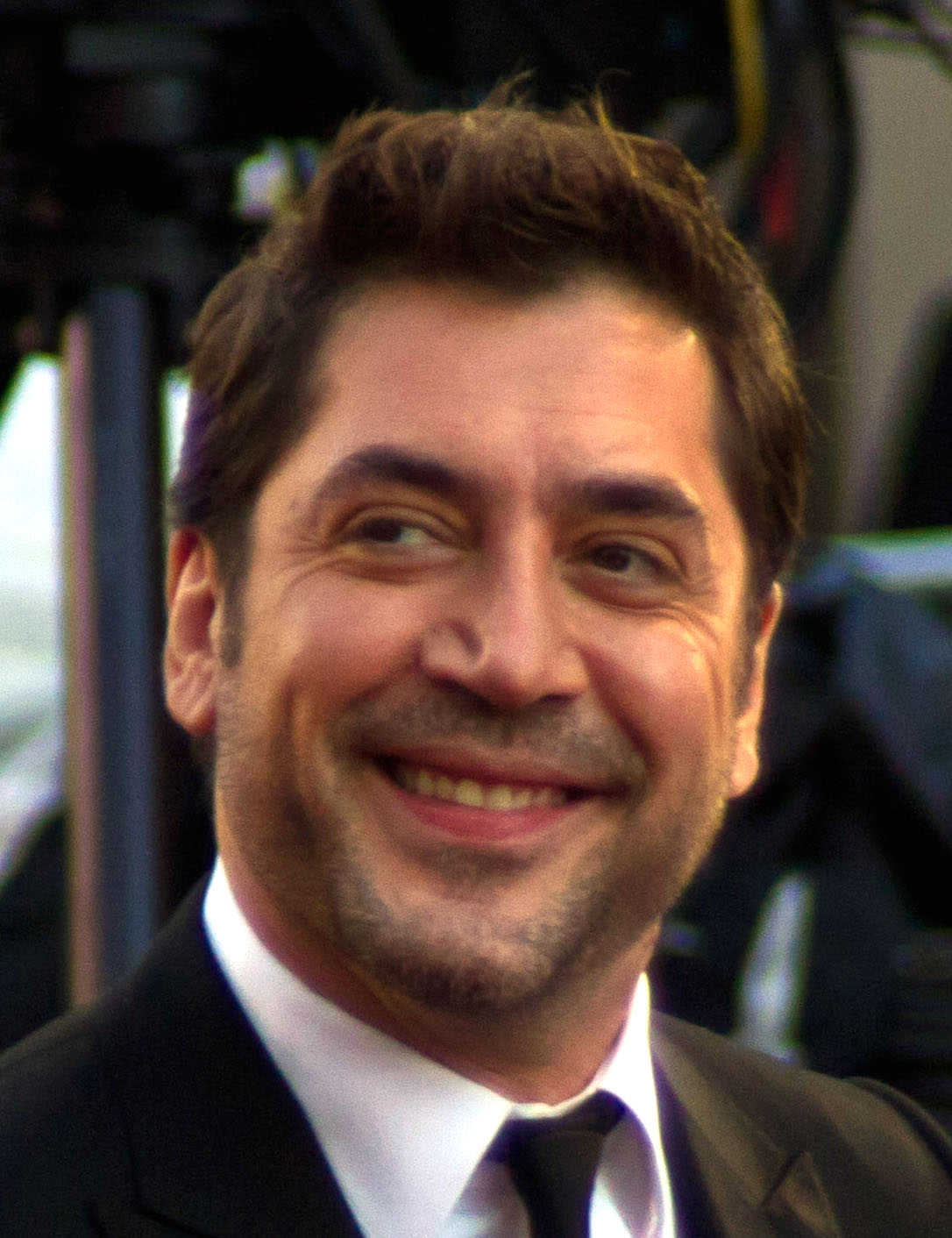
۲۰۱۱

براساس گزارش آسوشیتدپرس، باردم و کروز در ژوئیه سال ۲۰۱۰ در باهاما با یکدیگر ازدواج کردند.
در ۲۲ ژانویه ۲۰۱۱، سه روز پیش از اینکه باردم سومین نامزدی اسکار خود را برای فیلم بیوتیفول دریافت کند، پنلوپه کروز پسری به دنیا آورد که براساس خبرها او را لئوناردو انسیناس کروز نام نهادند. در ماه فوریه سال ۲۰۱۳، گزارش شد که پنلوپه کروز فرزند دوم این زوج را به دنیا آورده است. بر طبق اخبار فرزند دوم این زوج دختریست که او را لونا انسیناس کروز نامگذاری کرده‌اند. گرچه این خبر توسط اعضای خانوادهٔ باردم-کروز یا سخنگویان این دو بازیگر تأیید نشده است.
زوج باردم- کروز دربارهٔ زندگی شخصیشان بسیار راز نگهدار هستند و به هیچ عنوان جزئیات زندگیشان را با رسانه‌ها در میان نمی‌گذارند.
خاویر همراه با همسرش پنلوپه کروز در سال ۱۳۹۳ بیانیه‌ای صادر کردند و از جنگ غزه و دولت اسرائیل انتقاد کردند و اعمال اسرائیل را نسل‌کشی مردم بیگناه خواندند.

## گزیدۀ فیلم‌شناسی
| سال  | عنوان                                                 | نقش               | جوایز |
| ---- | ----------------------------------------------------- | ----------------- | --- |
| ۱۹۹۰ | سال‌های لولو                                           | جیمی              | |
| ۱۹۹۱ | پاشنه‌های بلند                                         | رجیدور تی وی      | |
| ۱۹۹۲ | خامون خامون                                           | رائول             | جایزه بهترین بازیگر انجمن منتقدان سینما جایزه بهترین بازیگر اسپانیایی جشنواره سن یوردی جایزه انجمن بازیگران تازه‌کار اسپانیایی                                                                |
| ۱۹۹۳ | تخم مرغ‌های طلایی                                      | بنیتو گنزالس      | نامزد بهترین بازیگر فوتوگراماز دی پلاتا نامزد بهترین بازیگر مرد جایزه گویا |
| ۱۹۹۳ | عاشق دوزبانه                                          | ال لیمپیابوتاز    | |
| ۱۹۹۴ | وقت تنگ است                                           | لیساردو           | جایزه گویا برای بهترین بازیگر نفش مکمل مرد بهترین بازیگر مرد جشنواره بین‌المللی فیلم سن سباستین جایزه انجمن بازیگران اسپانیایی برای بازیگر نقش مکمل مرد                                       |
| ۱۹۹۴ | کارآگاه و مرگ                                         | کارآگاه کورنلیو   | نامزد بهترین بازیگر فوتوگراماز دی پلاتا |
| ۱۹۹۵ | دهان‌به‌دهان                                            | ویکتور ونتورا     | جایزه بهترین بازیگر مرد حلقه نویسندگان سینما جایزه بهترین بازیگر فوتوگراماز دی پلاتا جایزه گویا برای بهترین بازیگر مرد جایزه اونداس برای بهترین بازیگر مرد پرمیوس ایس برای بهترین بازیگر مرد |
| ۱۹۹۶ | خلسه                                                  | روبر              | نامزد بهترین بازیگر فوتوگراماز دی پلاتا نامزد جایزه انجمن بازیگران اسپانیایی برای بهترین بازیگر مرد                                                                                          |
| ۱۹۹۷ | رقص با شیطان                                          | رومئو دولوروسا    | نامزد جایزه انجمن بازیگران اسپانیایی برای بهترین بازیگر مرد |
| ۱۹۹۷ | جسم زنده                                              | دیوید             | |
| ۱۹۹۹ | پوست دوم                                              | دیه گو            | جایزه بهترین بازیگر فوتوگراماز دی پلاتا جایزه مخاطبان فیلم اروپایی برای بهترین بازیگر مرد |
| ۱۹۹۹ | گرگ‌های واشینگتن                                       | دیه گو            | جایزه اونداس برای بهترین بازیگر مرد |
| ۲۰۰۰ | پیش از آنکه شب برسد                                   | رینالدو آرناس     | نامزد- جایزهٔ اسکار بهترین بازیگر نقش اول مرد نامزد جایزهٔ گلدن گلوب بهترین بازیگر نقش اول مرد درام                                                                                            |
| ۲۰۰۱ | وسوسه‌ام نکن                                           |                   | |
| ۲۰۰۲ | رقصنده طبقه بالا                                      |                   | |
| ۲۰۰۴ | وثیقه                                                 | فیلیکس            | |
| ۲۰۰۴ | دریای درون                                            | رامون سمپردو      | نامزد-جایزهٔ گلدن گلوب بهترین بازیگر نقش اول مرد درام |
| ۲۰۰۷ | ارواح گویا                                            | برادر لورنزو      | |
| ۲۰۰۷ | جایی برای پیرمردها نیست                               | آنتوان چیگور      | برندهٔ جایزهٔ اسکار بهترین بازیگر نقش مکمل مرد برندهٔ جایزهٔ گلدن گلوب بهترین بازیگر نقش مکمل مرد برندهٔ جایزهٔ بفتای بهترین بازیگر نقش مکمل مرد                                                   |
| ۲۰۰۷ | عشق در سال وبا                                        | فلورینتو آریزا    | |
| ۲۰۰۸ | ویکی کریستینا بارسلونا                                | جوآن آنتونیو      | نامزد- جایزهٔ گلدن گلوب بهترین بازیگر نقش کمدی یا موزیکال |
| ۲۰۱۰ | بیوتیفول                                              | آکسبال            | برندهٔ جایزه بهترین بازیگر کن |
| ۲۰۱۰ | بخور، عبادت کن، عشق بورز                              | فلیپ              | |
| ۲۰۱۲ | اسکای فال                                             | رائول سیلوا       | |
| ۲۰۱۲ | به سوی شگفتی                                          | پدر کوئینتانا     | |
| ۲۰۱۳ | مشاور                                                 | راینر             | |
| ۲۰۱۴ | تیرانداز                                              |                   | |
| ۲۰۱۷ | دزدان دریایی کارائیب: مردان مرده هیچ داستانی نمی‌گویند | کاپیتان سالازار   | |
| ۲۰۱۷ | مادر!                                                 |                   | |
| ۲۰۱۷ | اسکوبار                                               | پابلو اسکوبار     | |
| ۲۰۱۸ | همه می‌دانند                                           | پاکو              | |
| ۲۰۲۰ | راه‌های نرفته                                          | لئو               | |
| ۲۰۲۱ | تلماسه                                                | استیلگار          | |
| ۲۰۲۱ | رئیس خوب                                              | بلانکو            | |
| ۲۰۲۱ | ریکاردو بودن                                          | دزی آرناز         | |
| ۲۰۲۲ | لایل، لایل، کروکودیل                                  | Hector P. Valenti | |
| ۲۰۲۳ | پری دریایی کوچولو                                     | King Triton       | |
| ۲۰۲۴ | تلماسه: بخش دو                                        | Stilgar           | |
| ۲۰۲۴ | طلسم‌شده                                               | King Solon        | |
| TBA  | فیلم بدون عنوان جوزف کوشینسکی                         |                   | |